# Оланчито
Оланчито (на испански: Olanchito) е град в департамент Йоро, Хондурас. Населението на града през 2010 година е 35 110 души.